# Peyrilles
Peyrilles è un comune francese di 365 abitanti situato nel dipartimento del Lot nella regione dell'Occitania.

## Società

### Evoluzione demografica
Abitanti censiti